# Kemenesmagasi
Kemenesmagasi es un pueblo ubicado en el distrito de Celldömölk, en el condado de Vas, Hungría.

## Superficie
Posee una superficie de 33,19 kilómetros cuadrados.

## Demografía
Hasta 2019 la población era de 816 habitantes, con una densidad de población de 24,59 habitantes por kilómetro cuadrado.